# Platycleis arabica
Platycleis arabica är en insektsart som beskrevs av Popov, G.B. 1981. Platycleis arabica ingår i släktet Platycleis och familjen vårtbitare. Inga underarter finns listade i Catalogue of Life.